# 中共中央海外工作委员会
中央海外工作委员会是中国共产党在抗日战争时期设立的中央机关。

## 历史
1935年中共中央《八一宣言》号召海外华侨回国参加“全中国统一的国防政府”与“全中国统一的抗日联军”，并希望派出华侨代表团回国同国内各党各派各界共商抗日救国的各种问题。1935年12月中共中央政治局瓦窑堡会议提出要采取“积极保护华侨的政策”，并表示“欢迎华侨资本家到苏区发展工业”。会后着手建立华侨统战领导机构。1936年中共中央成立了海外工作领导小组，朱德担任组长。这是中共历史上第一个专门的华侨海外工作的中央领导机构。1938年秋，中央某部从延安的抗大、鲁艺、陕北公学等单位挑选20多名华侨党员和青年学生组成海外工作团，由朱德兼任工作团主任，到东南亚各国侨胞中宣传中共抗日主张。成立了中央华侨工作委员会，由朱德负责。1938年10月毛泽东在《论新阶段》中指出要“保护华侨利益，并经过华侨的努力推进各国反日援华运动”。
1940年南洋华侨领袖陈嘉庚访问延安。1940年9月召开延安华侨第一次代表大会，170名华侨代表选出了“延安华侨救国联合会”，以“加强对海外侨胞的联系和宣传”，组织华侨归国参战，参加边区经济建设和举办各种事业。1941年12月中共中央增设“中央海外工作委员會”。主要负责研究南洋抗日形势和侨务工作，推动建立更广泛地团结一切反法西斯力量的统一战线。八路军总司令朱德任主任，八路军参谋长叶剑英任副主任，菲律宾华侨庄焰任秘书。1941年在延安召开了“东方各民族反法西斯代表大会”。1945年4月，毛泽东在《论联合政府》中指出要“要求保护华侨利益，扶助回国的华侨”。1948年9月中共中央《关于城工部改名为统战部及该部工作任务等问题的指示》中，将中央城市工作部改名为中央统一战线工作部，并明确华侨工作是中央统战部的重要工作之一。中华人民共和国成立后不久，正式解散了海外“侨党”组织，停止了活动。